# Zsorzsett (keresztnév)
A Zsorzsett a György férfinév francia megfelelőjének a női párja.

## Gyakorisága
Az 1990-es években szórványos név, a 2000-es években nem szerepel a 100 leggyakoribb női név között.

## Névnapok
- február 15.
- december 9.

## Híres Zsorzsettek
- Metzradt Georgette